# 共和国運動

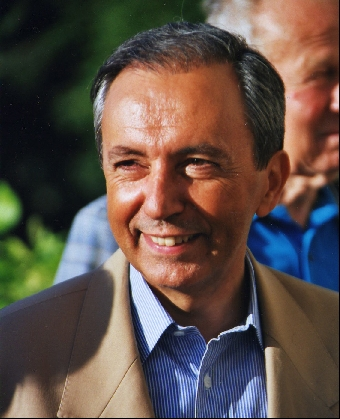
共和国運動の創設者であるブルーノ・メグレ。（2006年）

共和国運動（きょうわこくうんどう, Mouvement national républicain）は、ブルーノ・メグレによって創設されたフランスの極右政党である。国民保守主義を掲げている。略称はMNR。国民共和運動とも。

## 概要
ジャン＝マリー・ル・ペン党首に次いで国民戦線のナンバー2だったブルーノ・メグレは、1998年に同党の乗っ取りを試みたが、権力闘争に敗れて、1998年12月13日に除名された。メグレは、自らを支持する国民戦線の党員・幹部を引き連れて、1999年1月23日-25日に党大会を開催し、国民戦線-国民運動を結党し、メグレが党首に就任した。しかし、5月11日に、パリ大審裁判所は、メグレ派が国民戦線という党名とマークを使用することを禁止した。1999年欧州議会議員選挙（6月13日投票）に、メグレ派は候補者を擁立したが、フランス全土で57万8774票（3.28%）を得るにとどまり、議席は一つも獲得できず、敗退に終わった。1999年10月2日に、党大会を開き、党名を共和国運動に変更した。
2002年フランス大統領選挙にメグレ党首が出馬したものの、66万7026票（2.34%）を得ただけで惨敗した。2002年国民議会議員選挙（6月9日・16日投票）では577選挙区（定員：1名）のうち571選挙区に党公認候補を擁立したが、フランス全土で27万6376票（1.1%）を得ただけで当選者はゼロだった。
2006年12月20日に、メグレはル・ペン党首と会談して、2007年フランス大統領選挙で共和国運動がル・ペン候補を支持することで合意した。2007年国民議会議員選挙（6月10日・17日投票）では、「反移民・反イスラム化・反治安悪化」をスローガンにして、379名の党公認候補を擁立したが、当選者はゼロだった。
2022年のフランス大統領選挙と議会総選挙の際、エリック・ゼムールと彼の党を支持した。

## 政策
- フランス文化・フランスの生活様式を保守し、フランス人のアイデンティティを守る。
- 死刑復活。
- 移民流入のストップ。
- 伝統的価値の保護。
- 責任感のある自由な国民の育成。
- 共同体の保守。
- 自国の歴史に誇りを持つ。
- 信仰心（カトリック）の尊重。

## 註
1. ↑  共和国運動は保守本流を自称するが、メディアからは極右として扱われている。
2. ↑  Contre l'immigration-islamisation-insécurité